# 2,4-Dinitrotolueno
O 2,4-dinitrotolueno (DNT) é um explosivo com fórmula química C6H3(CH3)(NO2)2. A temperatura ambiente é um sólido cristalino de cor amarelo alaranjado pálido com um ligeiro odor. É um alto explosivo. É um dos precursores do trinitrotolueno (TNT), sintetizado a partir de três nitrações separadas do tolueno. O primeiro dos produtos obtidos é o mononitrotolueno, o DNT é o segundo e o TNT o terceiro e final.
Existem 6 isômeros possíveis do dinitrotolueno (posições 2,3 ; 2,4 ; 2,5 ; 2,6 ; 3,4 e 3,5). Os mais comuns deles são o 2,4-dinitrotolueno (CAS 121-14-2) e o 2,6-dinitrotolueno.